# Thiamine triphosphate
La thiamine triphosphate (ThTP) est un composé chimique dérivé de la thiamine, ou vitamine B1, présent chez la plupart des êtres vivants, notamment les bactéries, les mycètes, les plantes et les animaux.
Il avait été proposé au début des années 1980 qu'elle pourrait jouer un rôle dans la transmission synaptique, mais cela n'a jamais été confirmé. Elle pourrait en revanche intervenir dans le métabolisme énergétique de la cellule,.
Dans le cerveau des mammifères, elle est synthétisée par un mécanisme chimiosmotique semblable à celui mis en œuvre par l'ATP synthase ; elle est hydrolysée en thiamine pyrophosphate (TPP) par une enzyme spécifique, la thiamine-triphosphatase,.
Chez E. coli, la thiamine triphosphate s'accumule en présence de glucose dans un environnement dépourvu d'acides aminés,, tandis que la suppression du carbone conduit à l'accumulation d'adénosine thiamine triphosphate.